# Deppea serboi
Deppea serboi är en måreväxtart som beskrevs av Attila L. Borhidi och K.Velasco. Deppea serboi ingår i släktet Deppea och familjen måreväxter. Inga underarter finns listade i Catalogue of Life.